# Pierre Goret
Compléments
Officier de la Légion d'honneur, .
Pierre, Hyacinthe, Henri Goret, né le 27 août 1907 à Rosières-en-Santerre (Somme) et mort le 10 juillet 1994, est un vétérinaire français ayant enseigné la microbiologie et les maladies contagieuses à l'École nationale vétérinaire de Lyon et à celle d'Alfort.

## Biographie
Pierre, Hyacinthe, Henri Goret est né le 27 août 1907 à Rosières-en-Santerre (Somme) de Henriette, Marie-Rose Bouffette et de Lucien-Joseph Goret, chef de bataillon dans la légion étrangère.
Après un baccalauréat classique (1924, Lille), il obtient le certificat d’études physiques, chimiques et naturelles à Amiens, puis il est reçu au concours d'entrée aux Écoles vétérinaires en 1926. Il est diplômé de l'École vétérinaire d’Alfort en 1930. À sa sortie de l'École, il est affecté au Laboratoire militaire de recherches vétérinaires sous les ordres du vétérinaire commandant Urbain.
En 1931, il est nommé chef de travaux dans la chaire de pathologie générale, maladies contagieuses et police sanitaire de l'École d'Alfort et devient le collaborateur du professeur Panisset.
Jusqu'en 1943, il occupe ce poste, avec une interruption en 1939-1940 en raison d'une affectation au Laboratoire de sérologie de l'Armée. À cette date, il quitte provisoirement l'École d’Alfort pour prendre la direction d'un laboratoire privé qu'il garde jusqu'en 1946.
En 1945, il réussit brillamment au concours d'agrégation de pathologie infectieuse et, en 1946, il réintègre l'enseignement vétérinaire en succédant au professeur Basset à l'École vétérinaire de Lyon. Il y reste jusqu'en 1954 et bénéficie pendant cette période de la présence de Louis Joubert, son collaborateur bien-aimé.
En 1954, à la suite du départ du professeur Verge pour la direction du Laboratoire central de recherches vétérinaires d'Alfort, il revient à l'École d'Alfort jusqu'à sa retraite en 1976 et où il accueillait comme collaborateurs successivement Charles Pilet, Bernard Toma et Jean-Jacques Bénet.

## Œuvres et publications

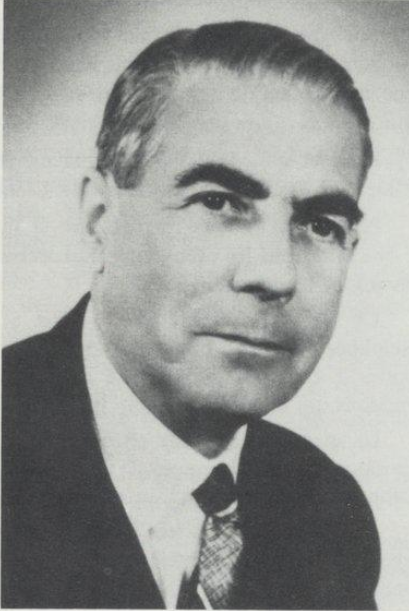
Professeur Pierre Goret dans les années 1950.

La production scientifique de Pierre Goret s'est traduite par plus de 500 notes et articles dont la grande majorité sont publiés dans des revues de langue française, notamment le Bulletin de l'Académie vétérinaire.
De nombreux sujets sont abordés par Pierre Goret au cours de sa carrière, mais tout particulièrement la maladie de Carré et la peste porcine classique.
- Sur la maladie de Carré, les études sont orientées à la fois vers la recherche fondamentale et vers la recherche appliquée :

1. Pour la partie fondamentale, elles portent sur les relations antigéniques et immunogéniques croisées existant entre trois morbillivirus : les virus de la maladie de Carré, de la peste bovine et de la rougeole ;
2. Les applications pratiques sont l'immunisation et le diagnostic : obtention d'un virus atténué par passages en série sur le furet, mise au point de techniques de fixation du complément et de neutralisation permettant des études sur le diagnostic et l'épidémiologie de la maladie de Carré.

- Pour la peste porcine classique, ses travaux ont principalement porté sur l'adaptation d’une souche de virus suipestique par passages en série sur le lapin.

Le professeur Pierre Goret est membre d'un grand nombre de sociétés savantes françaises ou étrangères, en a présidé plusieurs et fondé certaines.
Il a été président fondateur honoraire de l'Association française des vétérinaires microbiologistes, immunologistes et spécialistes des maladies infectieuses ; de l'Association mondiale des vétérinaires microbiologistes, immunologistes et spécialistes des maladies infectieuses. Il est membre fondateur de la Société française de microbiologie.
Il a été membre et ancien président de la Société de pathologie comparée, de la Société de médecine vétérinaire pratique, de la Société de médecine de Paris, de la Société d'hygiène, de médecine sociale et de génie sanitaire ; membre et ancien vice-président de la Société d'hygiène de langue française ; membre de la Société de médecine publique et de génie sanitaire, de la Société des sciences vétérinaires de Lyon, de la Société de biologie de Lyon, de la Société de thérapeutique, de la Société de médecine militaire, de la Société scientifique d'hygiène alimentaire, de la Société de pathologie exotique, de la Société de biologie clinique, de la Société française de mycologie médicale et de la Société française pour l'avancement des sciences.
Il a été également membre et ancien président de l'Académie vétérinaire de France, membre de l'Académie nationale de médecine, et membre correspondant de l'Académie royale de médecine de Belgique.
Il a été membre du Club européen de la santé, de l'Association internationale de standardisation biologique, de la Royal Society of Medicine de Londres, membre d'honneur de la Société italienne des sciences vétérinaires, membre correspondant de la Société des sciences vétérinaires de la République argentine.
Le professeur Pierre Goret était officier de la Légion d'honneur, officier du Mérite agricole, officier des Palmes académiques, officier de l'ordre du Phénix de Grèce, officier de l'ordre du Ouissam alaouite et chevalier de l'ordre de la Santé publique.

## L’enseignant
Pierre Goret a été un enseignant remarquable, doué d'un talent d'orateur incomparable, sachant manier l'humour à bon escient et ayant le souci de choisir les informations pouvant être utiles pour les futurs professionnels auxquels il s'adressait.